# Румен Бояджиев
Румен Бояджиев е български поп и рок певец, музикант, композитор, аранжор и музикален продуцент; съосновател на рок група „ФСБ“.

## Биография и творчество
Роден е на 15 април 1953 г. в София. От четиригодишен учи пиано и солфеж. Още от малък има разностранни интереси в области извън музиката – литература, физика, техника. Завършва 7 гимназия в София, където основава първата си рок група, на която е китарист и соло вокалист.
През 1971 г. Румен Бояджиев е приет във Факултета по журналистика на Софийския университет, но решава, че неговата съдба е музиката. На следващата година е приет в Инструменталния факултет на Музикалната академия. Има шанс да попадне в „обществото“ на проф. д-р Добри Палиев, създател на школа по ударни инструменти. На него Румен Бояджиев дължи осъзнаването и осмислянето на звука като феномен в музиката, на звуковата среда като уникално изразно средство. Развива и интереса си към физиката и акустиката, като се самообразова технически.
Музиката, която слуша – Мишел Фюген, Жан Люк Понти, Вангелис, Исао Томита, Клод Ларсон, Емерсън, Лейк енд Палмър, Патрик Мораз, Джон Маклафлин, всички артисти на прогресив рока от 1970-те години, затвърждават у Бояджиев идеята за собствена група, с която да реализира собствената си музика. Идеята подкрепя духовният му баща и музикален съветник Константин Драгнев. Щастливото запознанство на Бояджиев с Константин Цеков и Александър Бахаров, споделените вкусове, критерии и мечти за нещо ново, непостигано и неосъществимо в България, ражда триото „ФСБ“ през 1975 г. Тримата музиканти осъвременяват смисъла на понятието аранжимент и звукозапис, а самият Бояджиев е новатор в областта на електронните музикални инструменти и синтезатори, капацитет в областта на електронния звук и компютърните музикални програми.
Автор е на повече от 250 и аранжор на над 600 песни за много от известните български поп изпълнители. Пише музика за документални и игрални филми, театрална, приложна, детска музика. Музикален продуцент е на редица албуми на артисти и групи, между които „Пиромания“, „Тъмно“, Роберта. През 1993 г. получава националната награда „Продуцент на годината“, учредена от вестник „Ритъм“. За своето творчество Румен Бояджиев получава следните награди:
- Мелодия на годината – 1986 (в съавторство с К. Цеков)
- Грами – 1989 (в съавторство с К. Цеков);
- Цялостен принос – 1993;
- Цялостен принос за българския рок – 1999;
- Цялостен принос в развитието на българската култура – 2000;

След 1995 г. Бояджиев основава собственото си звукозаписно студио „Контрапункти“, където се занимава с постпродукция, хард диск рекординг, дигитален мастеринг и съраунд технологии. Основава и продуцентска къща „Контрапункти“, която се занимава с организаторски, мениджърски, издателски и други дейности в областта на музикалното изкуство.
Журира в редица национални и международни фестивали и конкурси. Автор е на официалните сигнали на програма „Хоризонт“ на БНР и на новинарската емисия „По света и у нас“ на БНТ. Член е на Международното общество на аудиоинженерите „А Ес Конвенция“, един от основателите на Асоциацията на звукозаписните студиа в България (БНАПЗ). Член е на Съюза на българските филмови дейци и на Съюза на българските композитори.
През 2016 г. издава първия си студиен албум, озаглавен „Бяло“ и включващ 14 песни. Музиката и аранжиментите на всички песни са на Румен Бояджиев, а текстовете – на Даниела Кузманова и Радой Киров. В интервю певецът споделя за албума си: „Соло албумът „Бяло“ е малко закъснял, на фона на 40-годишнината на ФСБ. Но мога да се гордея с него – това е един красив и добре звучащ продукт.“

## Дискография

### Самостоятелни албуми
| Година | Албум  | Вид | Издател      | Каталожен номер |
| ------ | ------ | --- | ------------ | --------------- |
| 2016   | „Бяло“ | CD  | Контрапункти | KPA0020         |